# السرداب الملكي (بلجيكا)

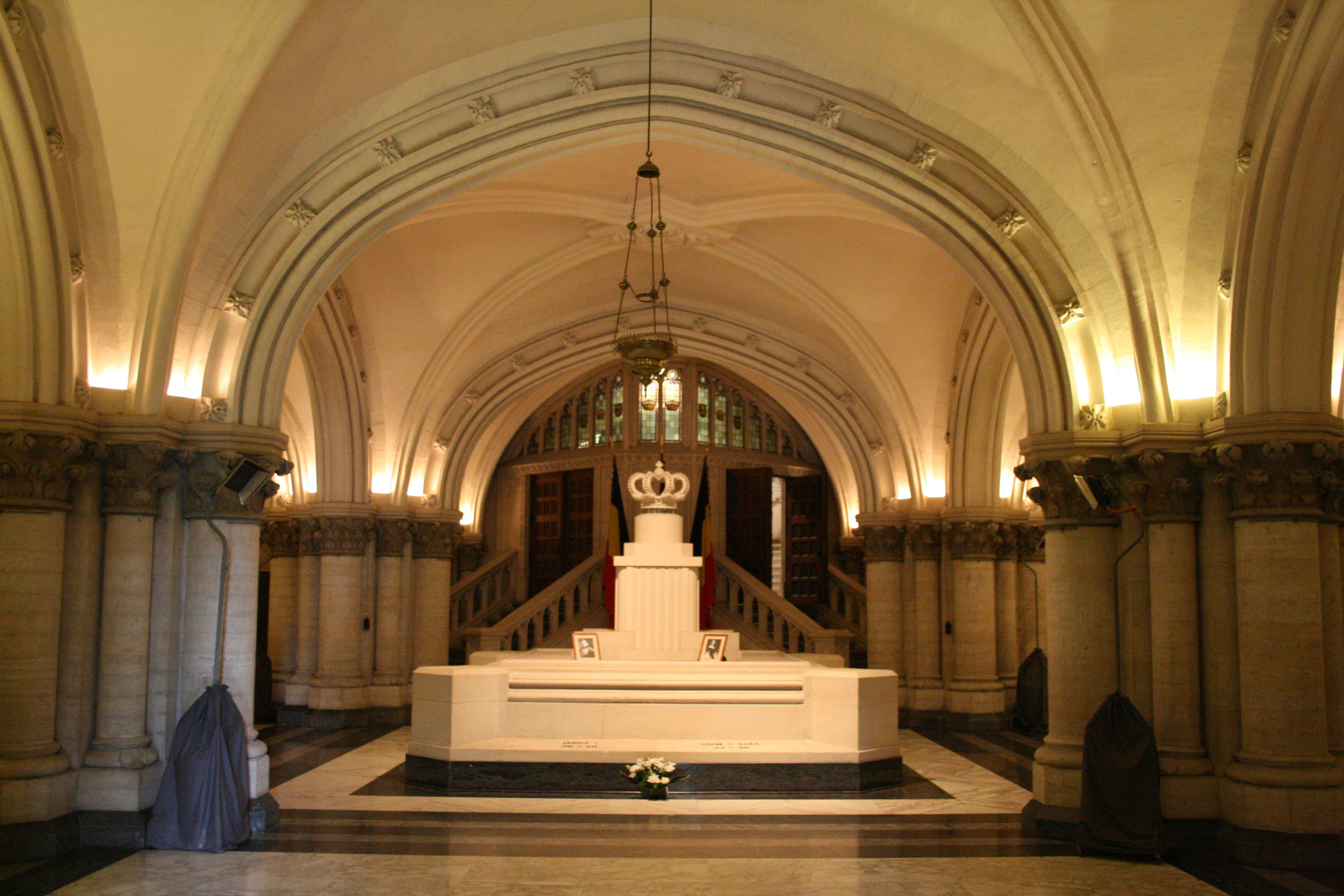
المقبرة الملكيّة والتي تحوي مدافن العائلة الملكية البلجيكية.

السرداب الملكي أو المقبرة الملكية هي مقبرة تقع تحت كنيسة السيدة في لايكن البلجيكية وهي المقبرة للعائلة المالكة البلجيكية.
تحوي المقبرة على قبور ليوبولد الأول ملك بلجيكا، وليوبولد الثاني ملك بلجيكا، وليوبولد الثالث ملك بلجيكا، وبودوان الأول ملك بلجيكا وألبرت الأول ملك بلجيكا وزوجاتهم وأبنائهم. تم وضع حجر الأساس من قبل ليوبولد الأول ملك بلجيكا في عام 1854. وقد تم تكريس الكنيسة في عام 1872.